# Upper East Side

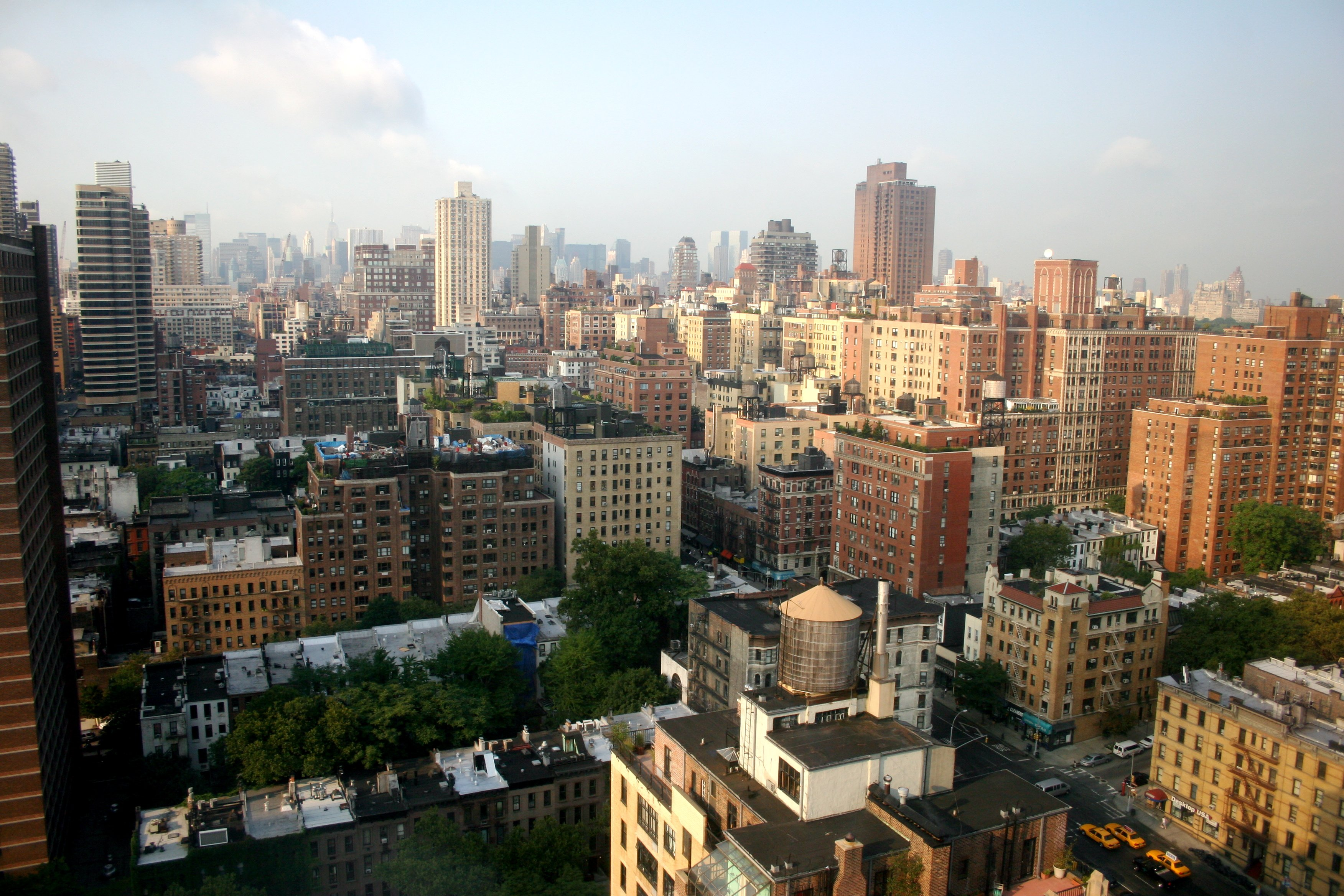
Widok z 96. ulicy na południe; Lexington Avenue widziana w dolnym prawym roku

Upper East Side – jedna z dzielnic (neighborhood) nowojorskiego okręgu Manhattan, położona pomiędzy Central Parkiem a East River. Upper East Side leży na obszarze od 59. do 96. ulicy i od East River do Piątej Alei-Central Parku. Obowiązują tutaj następujące kody pocztowe: 10021, 10022, 10028, 10075, 10128, 10029 i 10065.
Znana w przeszłości jako „dzielnica jedwabnych pończoch”, obecnie Upper East Side utrzymuje status jednej z najbardziej zamożnych i wpływowych części Nowego Jorku.

## Historia

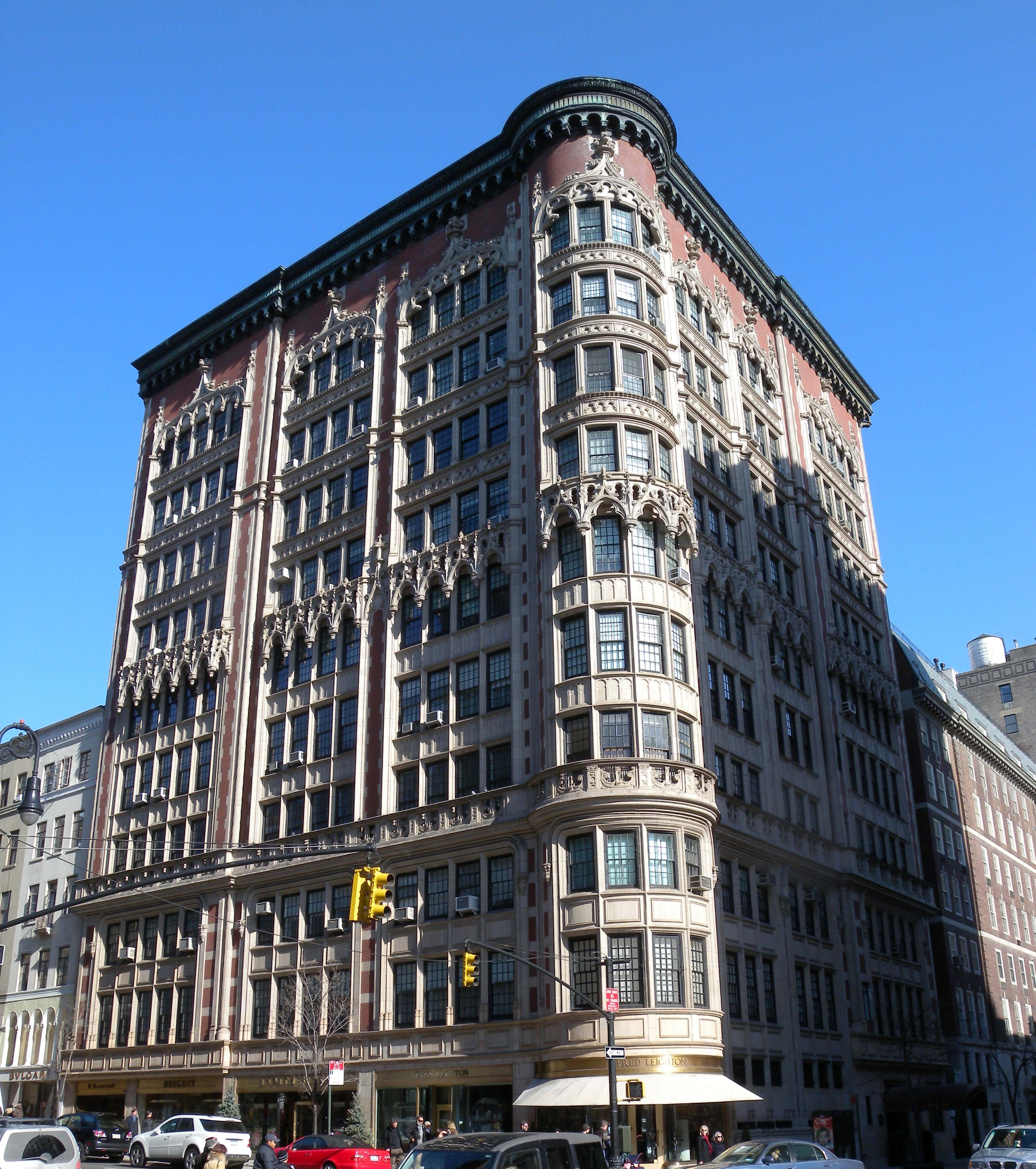
Jeden z wielu historycznych budynków w Upper East Side (45 East 66th Street widziana z Madison Avenue)

Podejrzewa się, że przed przybyciem Europejczyków, Upper East Side stanowił przede wszystkim miejsce, w którym swoje obozy rybackie rozbijało indiańskie plemię Delawarów. W XIX wieku Upper East Side wykorzystywany był przez miejscową ludność w celach rolniczych; rozwój i uprzemysłowienie dotarło do tych obszarów za sprawą New York and Harlem Railroad, która w 1837 roku utworzyła przy 86. ulicy swoją stację kolejową. Punkt ten stanowił wówczas centrum zasiedlonej przez ludność niemiecką dzielnicy Yorkville. Mniej więcej w połowie XIX wieku rozpoczął się podział gruntów rolnych, które dotychczas pokrywały Upper East Side; procesów tych uniknęły niewielkie skrawki ziemi, zajmujące w sumie niespełna pół kilometra kwadratowego.
Jeszcze przed skompletowaniem połączeń kolejowych przy Park Avenue (ukończonych w 1910 roku), „modni” Nowojorczycy, unikając zadymionych okolic powyżej 4. alei (czyli obecnej Park Avenue), budowali stylowe wille i kamienice wzdłuż Piątej Alei oraz okolicznych ulic, które sąsiadowały z Central Parkiem. Obecność tegoż parku, a także rozwój rynku komercyjnego (w postaci mnożenia ekskluzywnych jak na owe czasy sklepów oraz restauracji) pociągnęła za sobą wzrost cen nieruchomości i samej ziemi. Wiek pozłacany w erze Piątej Alei (jako siedziby prywatnych obiektów mieszkalnych) nie był długotrwały; pierwszym blokiem/kamienicą mieszkalną, która zastąpiła indywidualną willę była 907 Fifth Avenue w 1916 roku, przy 72. ulicy.
W Upper East Side zaczęła osiedlać się większość przedstawicieli wyższej klasy społecznej Nowego Jorku, włączając w to magnacką rodzinę Rockefellerów, rody polityczne Rooseveltów i Kennedych, potentatów na rynku tytoniowym i w branży energii elektrycznej, Duke’ów, a także Whitneyów, którzy dorobili się fortuny na wyścigach koni pełnej krwi angielskiej.
W połowie XX wieku nadziemna kolej miejska, która funkcjonowała od lat 80. XIX wieku przy 2. i 3. alei została wyburzona. Ziemie te wykorzystano następnie pod budowę apartamentowców mieszkalnych – pierwszych na tym obszarze.

## Geografia
Upper East Side rozciąga się od 59. do 96. ulicy, korzystając z kodów pocztowych: 10021, 10022, 10065, 10075, 10028, 10029 i 10128.
Wielu pośredników w handlu nieruchomościami używa terminu „Upper East Side” w zastępstwie „East Harlem”, definiując obszary, które leżą na północ od 96. ulicy, by uniknąć negatywnych skojarzeń wśród kupców; wielu z nich uznaje bowiem East Harlem za mniej prestiżową dzielnicę niż Upper East Side. Jednakże zgodnie z pocztowym i wyborczym podziałem miasta, East Harlem nie przekracza 96. ulicy i nie jest uznawany za część Upper East Side. Z drugiej strony, mieszkańcy obszarów pomiędzy Piątą Aleją, Central Parkiem i Madison Avenue (czyli ulic od 97. do 110.), są według New York Department of Buildings rezydentami Upper East Side.

## Demografia
Spis powszechny z 2000 roku wykazał, że Upper East Side zamieszkiwało 207 543 osób, zaś gęstość zaludnienia wynosiła 45 649/km². Wedle kryterium rasy, 88,25% mieszkańców Upper East Side reprezentowało rasę białą, 6,14% miało pochodzenie azjatyckie, 5,62% latynoskie, 2,34% było Afroamerykanami, 0,09% miało pochodzenie indiańskie, 0,04% było przybyszami z wysp Pacyfiku; 1,39% mieszkańców dzielnicy reprezentowało inną rasę, zaś 1,74% reprezentowało co najmniej dwie rasy. W 2000 roku 21% populacji Upper East Side urodziło się za granicą Stanów Zjednoczonych; 45,6% z nich pochodziło z Europy, 29,5% z Azji, 16,2% z Ameryki Łacińskiej, zaś 8,7% z innych kontynentów. Na 100 mężczyzn przypadało wówczas 125 kobiet.
W 2000 roku średni dochód per capita wynosił 85 081 dolarów, a tym samym był niemalże dwukrotnie wyższy, niż średni dochód per capita przeciętnego amerykańskiego obywatela. W tym samym roku 75,6% dorosłych mieszkańców Upper East Side (25+) posiadało wykształcenie licencjackie lub wyższe.

## Polityka
Upper East Side jest jednym z nielicznych obszarów Manhattanu, gdzie Republikanie stanowią ponad 20% elektoratu. W południowo-zachodniej sekcji dzielnicy, liczba wyborców Republikanów i Demokratów jest mniej więcej równa; jest to tym samym jedyny taki „skrawek” Manhattanu. W pozostałych częściach dzielnicy Republikanie notują od 20 do 40% zarejestrowanych wyborców.
Upper East Side jest również znane jako ważne miejsce pozyskiwania środków politycznych w Stanach Zjednoczonych. Cztery z pięciu kodów pocztowych w kraju, ze względu na wysokość osiąganych składek politycznych, pochodzi z Manhattanu. Najważniejszy kod pocztowy w tym aspekcie, 10021, ulokowany jest właśnie na Upper East Side i to on w 2004 roku wygenerował najwięcej pieniędzy na kampanie prezydenckie George’a W. Busha i Johna Kerry’ego.

## Gospodarka
W dawnych rezydencjach w Upper East Side znajduje się obecnie wiele placówek dyplomatycznych. Przy 934 Fifth Avenue, pomiędzy 74. i 75. ulicą, działa Konsulat Generalny Francji w Nowym Jorku. Konsulat Generalny Grecji w Nowym Jorku znajduje się przy 69 East 79th Street (10021), zajmując budynek, który w przeszłości zamieszkiwał George L. Rives. Konsulat Generalny Włoch w Nowym Jorku zlokalizowany jest przy 690 Park Avenue (10065), zaś Konsulat Generalny Pakistanu w Nowym Jorku znajduje się na 12 East 65-cia Street (10065). Z kolei Konsulat Generalny Indii w Nowym Jorku działa przy 3 East 64th Street, pomiędzy Piątą Aleją i Madison Avenue.
Do państw, które posiadają swoje placówki dyplomatyczne w Upper East Side należą m.in.: Albania, Białoruś, Bułgaria, Czechy, Irak, Kamerun, Mali, Mjanma, Mongolia, Polska, Serbia, Wybrzeże Kości Słoniowej, Wyspy Zielonego Przylądka.

## Ceny mieszkań
Upper East Side utrzymuje jedną z najwyższych cen za stopę kwadratową w Stanach Zjednoczonych. W 2002 roku średni koszt stopy kwadratowej wynosił  856 dolarów, jednak już w 2006 roku wzrósł do 11 200 dolarów za metr kwadratowy.
Jedyne budynki miejskie/komunalne – Holmes Towers i Isaacs Houses, przeznaczone dla osób o niskich lub średnich dochodach, w okolicy Upper East Side znajdują się tuż za północną granicą dzielnicy, na 96. ulicy.

## Transport
Upper East Side obsługiwana jest obecnie przez jedną linię metra, IRT Lexington Avenue Line (4 5 6 <6>), a także lokalne połączenia autobusowe.
Obecnie w fazie konstrukcji znajduje się druga linia metra, Second Avenue Subway, biegnąca wzdłuż Second Avenue. Pierwszy odcinek przebiegał będzie od 96. ulicy do 63. ulicy, gdzie połączy się z BMT Broadway Line; usługi te świadczone będą przez maszyny kursujące na linii Q. W późniejszych fazach, linia Second Avenue Subway zostanie rozszerzona na północ, do 125. ulicy/Park Avenue w Harlemie, a także na południe, do Hanover Square w dystrykcie finansowym; te usługi świadczyć będą nowe maszyny z linii T.

## Zabytki i ośrodki kultury

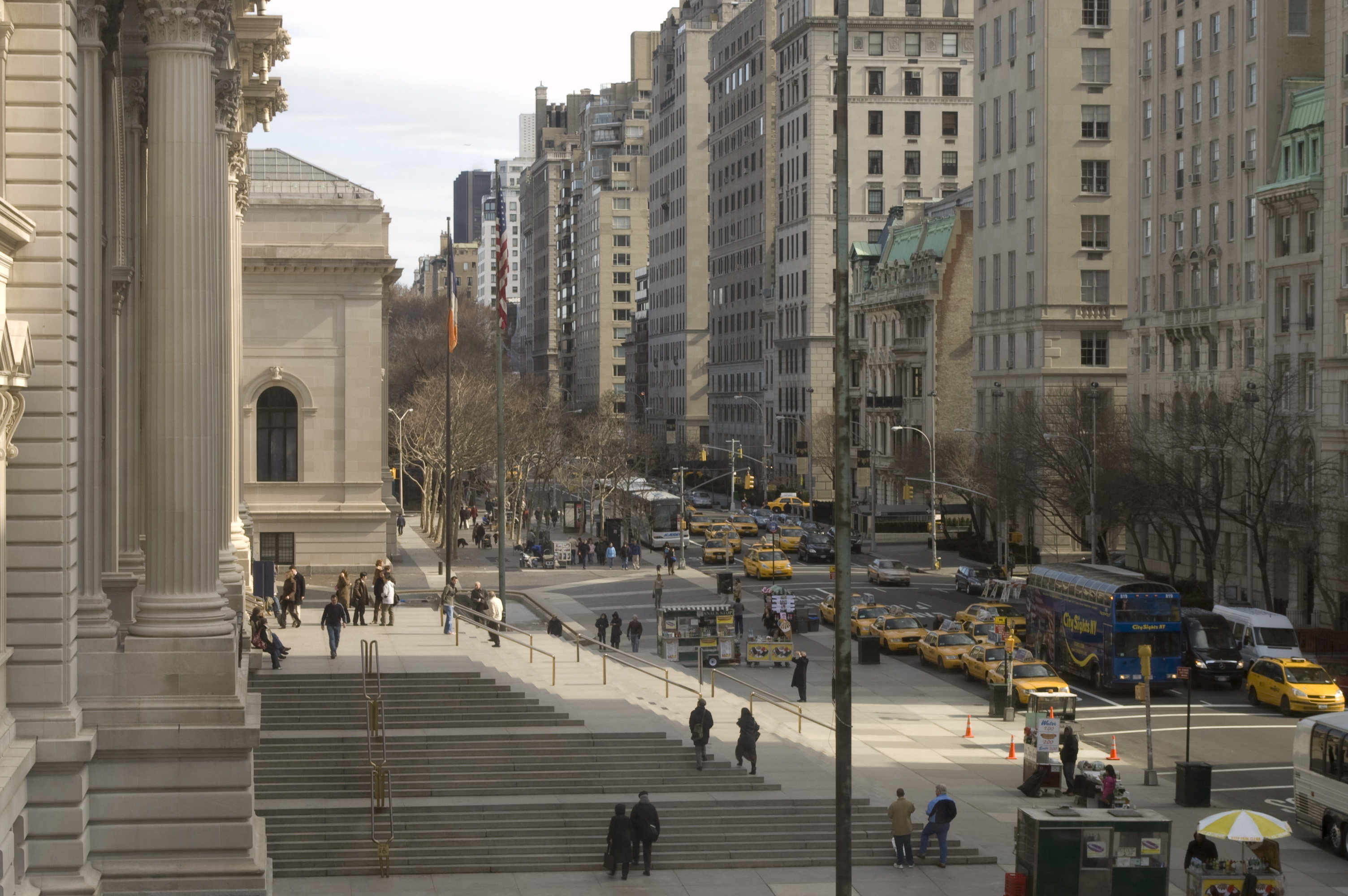
Metropolitan Museum of Art (po lewej) przy Piątej Alei i 82. ulicy

W Upper East Side działają jedne z najbardziej znanych muzeów na świecie. Odcinek muzeów, które położone są wzdłuż Piątej Alei, naprzeciw Central Parku, określany jest obecnie mianem „Museum Mile”; w przeszłości obszar ten miał przydomek „Millionaire’s Row”. Do instytucji kulturowych, które zlokalizowane są w Upper East Side należą m.in.:
- 92nd Street Y(inne języki)
- Asia Society(inne języki)
- Cooper–Hewitt, National Design Museum(inne języki)
- Frick Collection
- Metropolitan Museum of Art
- Museum of the City of New York(inne języki)
- Morgan Library & Museum|
- National Academy of Design
- Neue Galerie
- Muzeum Guggenheima w Nowym Jorku
- Whitney Museum of American Art

Instytucje polityczne
- Council on Foreign Relations

Hotele
- Plaza Hotel (technicznie leży w Midtown)
- Carlyle Hotel(inne języki)
- The Pierre(inne języki)
- Bentley Hotel(inne języki)